# Fosse/Verdon
A Fosse/Verdon 2019-ben bemutatott amerikai életrajzi dráma-minisorozat, melyet Steven Levenson és Thomas Kail alkotott meg, Sam Wasson Fosse című könyvéből. A történet Bob Fosse rendező-koreográfus és Gwen Verdon színésznő-táncosnő viharos házasságát, illetve szakmai kapcsolatát mutatja be. A címszereplőket Sam Rockwell és Michelle Williams formálja meg. További fontosabb szerepekben Norbert Leo Butz (Paddy Chayefsky) és Margaret Qualley (Ann Reinking) látható.
A sorozat 2019. április 9-én debütált az FX-en. A nyolcadik, egyben utolsó rész május 28-án került adásba. A Fosse/Verdon pozitív kritikákat kapott: a 71. Primetime Emmy-gálán tizenhét kategóriában jelölték díjakra, ebből négyet nyert meg, köztük Williams a legjobb női főszereplőnek járó elismerést. A színésznő a 77. Golden Globe-gálán is átvehetett egy díjat, hasonló kategóriában.

## Összefoglaló
A Fosse/Verdon Bob Fosse és Gwen Verdon romantikus, valamint szakmai kapcsolatáról szól. Fosse befolyásos film- és színházi rendező, illetve koreográfus volt, Verdon pedig kritikailag elismert színésznő, Broadway-táncosnő, négy Tony-díj birtokosa.
A történet visszaemlékezéseken keresztül, nem időrendben haladva ábrázolja a házaspár életének fontosabb eseményeit.

## Szereplők

### Főszereplő
| Szerep                         | Színész                    | Magyar hang    |
| ------------------------------ | -------------------------- | -------------- |
| Bob Fosse                      | Sam Rockwell               | Rajkai Zoltán  |
| Bob Fosse                      | Justin Gazzillo (fiatalon) | Boldog Gábor   |
| Gwen Verdon                    | Michelle Williams          | Németh Borbála |
| Gwen Verdon                    | Kelli Berglund (fiatalon)  | Csuha Borbála  |
| Paddy Chayefsky, drámaíró      | Norbert Leo Butz           | Elek Ferenc    |
| Ann Reinking, színész-táncosnő | Margaret Qualley           | Sodró Eliza    |

### Mellékszereplő
| Szerep                               | Színész                  | Magyar hang        |
| ------------------------------------ | ------------------------ | ------------------ |
| Joan Simon, Neil első felesége       | Aya Cash                 | Bogdányi Titanilla |
| Hal Prince, rendező                  | Evan Handler             | Czvetkó Sándor     |
| Neil Simon, drámaíró                 | Nate Corddry             | Markovics Tamás    |
| Joan McCracken, Bob második felesége | Susan Misner             | Sipos Eszter Anna  |
| Cy Feuer, producer                   | Paul Reiser              | Faragó András      |
| Nicole Fosse                         | Blake Baumgartner        | Romet Alíz         |
| Nicole Fosse                         | Juliet Brett             | Szűcs Anna Viola   |
| Nicole Fosse                         | Chandler Head (fiatalon) | Romet Alíz         |
| Ron, Gwen szeretője                  | Jake Lacy                | Czető Roland       |
| Liza Minnelli, színésznő             | Kelli Barrett            | Nádasi Veronika    |
| Chita Rivera, színésznő              | Bianca Marroquín         | Makay Andrea       |
| Joel Grey, színész                   | Ethan Slater             |                    |
| Fred Weaver, Bob első menedzsere     | Rick Holmes              | Kis Horváth Zoltán |
| Mel, Gwen menedzsere                 | Peter Scolari            | Csere László       |

## Epizódok
| # | Cím                                | Rendező        | Író                                                                  | Premier           |
| --- | ---------------------------------- | -------------- | -------------------------------------------------------------------- | ----------------- |
| 1. | 1. rész (Life Is a Cabaret)        | Thomas Kail    | Sztori: Steven Levenson és Thomas Kail Forgatókönyv: Steven Levenson | 2019. április 9.  |
| Miután elsőfilmes rendezése, az Édes Charity bevételi kudarcnak bizonyul, Bob Fosse rendező-koreográfus mindenáron sikerre akarja vinni következő, Kabaré című projektjét. Ennek érdekében szembeszegül Cy Feuer producerrel, majd az európai forgatás közben megcsalja feleségét, a vele szakmai téren is együttműködő Gwen Verdon színész-táncosnőt. |                                    |                |                                                                      |                   |
| 2. | 2. rész (Who's Got the Pain?)      | Thomas Kail    | Steven Levenson                                                      | 2019. április 16. |
| Bob legújabb, már nem a legelső hűtlenkedése súlyos kihívás elé állítja házasságukat. Gwen visszaemlékszik arra, hogyan ismerte meg későbbi férjét a Damn Yankees című színdarab készítésekor. Bob a nő kedvéért elhagyta előző feleségét, a betegeskedő filmsztár Joan McCrackent.                                                                    |                                    |                |                                                                      |                   |
| 3. | 3. rész (Me and My Baby)           | Adam Bernstein | Debora Cahn                                                          | 2019. április 23. |
| 4. | 4. rész (Glory)                    | Jessica Yu     | Tracey Scott Wilson                                                  | 2019. április 30. |
| 5. | 5. rész (Where Am I Going?)        | Thomas Kail    | Charlotte Stoudt                                                     | 2019. május 7.    |
| 6. | 6. rész (All I Care About Is Love) | Minkie Spiro   | Ike Holter                                                           | 2019. május 14.   |
| 7. | 7. rész (Nowadays)                 | Thomas Kail    | Joel Fields és Steven Levenson                                       | 2019. május 21.   |
| 8. | 8. rész (Providence)               | Thomas Kail    | Sztori: Joel Fields és Steven Levenson Forgatókönyv: Steven Levenson | 2019. május 28.   |

## Fordítás
- Ez a szócikk részben vagy egészben  a   Fosse/Verdon című angol Wikipédia-szócikk ezen változatának fordításán alapul.  Az eredeti cikk szerkesztőit annak laptörténete sorolja fel. Ez a jelzés csupán a megfogalmazás eredetét és a szerzői jogokat jelzi, nem szolgál a cikkben szereplő információk forrásmegjelöléseként.